# Allos
Allos is een gemeente in het Franse departement Alpes-de-Haute-Provence (regio Provence-Alpes-Côte d'Azur) en telt 637 inwoners (1999), die Allossards worden genoemd. De plaats maakt deel uit van het arrondissement Castellane.

## Geografie
De oppervlakte van Allos bedraagt 117,5 km², de bevolkingsdichtheid is 5,4 inwoners per km².
De onderstaande kaart toont de ligging van Allos met de belangrijkste infrastructuur en aangrenzende gemeenten.

## Demografie
Onderstaande figuur toont het verloop van het inwonertal (bron: INSEE-tellingen).
Vanwege een beveiligingsprobleem met de MediaWiki Graph-software is het momenteel niet mogelijk deze grafiek weer te geven. Zodra de software is bijgewerkt zal de grafiek vanzelf weer zichtbaar worden.
1. ↑  Populations de référence 2022.